# Val-Maravel
Val-Maravel település Franciaországban, Drôme megyében. Lakosainak száma 49 fő (2022. január 1.). Val-Maravel La Beaume, La Haute-Beaume, Montbrand, Beaurières, Boulc és Lesches-en-Diois községekkel határos.

## Népesség
A település népessége az elmúlt években az alábbi módon változott:
| Lakosok száma | 50   | 56   | 59   | 55   | 53   | 51   | 51   | 50   | 49   |
|               | 2013 | 2015 | 2016 | 2017 | 2018 | 2019 | 2020 | 2021 | 2022 |